# SMILF
SMILF è una serie televisiva statunitense trasmessa dal 2017 al 2019 e interpretata, creata, scritta e diretta da Frankie Shaw, basata sul suo cortometraggio dallo stesso nome.

## Trama
Bridgette Bird è una giovane e intelligente madre single che vive nel quartiere di South Boston. Ha una famiglia estremamente stravagante, un ex fidanzato tossicodipendente in riabilitazione e un figlio di due anni di nome Larry. Cerca di lottare aspramente ogni giorno con le cose che rischiano di condurla a prendere decisioni impulsive e che spesso la indirizzano verso soluzioni impraticabili. Ma soprattutto, Bridgette vorrebbe assicurare una vita migliore a suo figlio.

## Episodi
| Stagioni         | Episodi | Prima TV originale | Prima TV Italia |
| ---------------- | ------- | ------------------ | --------------- |
| Prima stagione   | 8       | 2017               | 2018            |
| Seconda stagione | 10      | 2019               | 2019            |

## Personaggi e interpreti

### Personaggi principali
- Bridgette, interpretata da Frankie Shaw
- Rafi, interpretata da Miguel Gomez
- Nelson Rose, interpretato da Samara Weaving
- Tutu, interpretata da Rosie O'Donnell

### Personaggi ricorrenti
- Ally, interpretata da Connie Britton
- Eliza, interpretata da Raven Goodwin
- Joe, interpretato da Blake Clark
- Padre Eddie, interpretato da Mark Webber
- Carlos, interpretato da Bodega Bamz

## Produzione
La serie, in onda su Showtime dal 5 novembre 2017, è interpretata dalla stessa Shaw e da Miguel Gomez, Samara Weaving, Rosie O'Donnell e Connie Britton. In Italia è stata distribuita su Sky Box Sets dal 28 giugno 2018.
Il titolo della serie, SMILF, sta per Single MILF (Mother I'd Like to Fuck). Il 29 novembre 2017, Showtime, rinnova la serie per una seconda stagione.

## Accoglienza
La serie è stata accolta positivamente dalla critica. Sull'aggregatore di recensioni Rotten Tomatoes ha un indice di gradimento del 74% con un voto medio di 6,39 su 10, basato su 26 recensioni. Su Metacritic, invece, ha un punteggio di 64 su 100, basato su 20 recensioni.

## Riconoscimenti
- 2018 - Golden Globe[9]
  - Nomination alla miglior serie commedia o musicale
  - Nomination alla miglior attrice in una serie commedia o musicale a Frankie Shaw